# 1 Dywizjon Artylerii Przeciwpancernej
1 Dywizjon Artylerii Przeciwpancernej (1 dappanc) – samodzielny pododdział artylerii przeciwpancernej ludowego Wojska Polskiego.
Wchodził w skład 1 Warszawskiej Dywizji Piechoty im. Tadeusza Kościuszki. Stacjonował w garnizonie Legionowo.

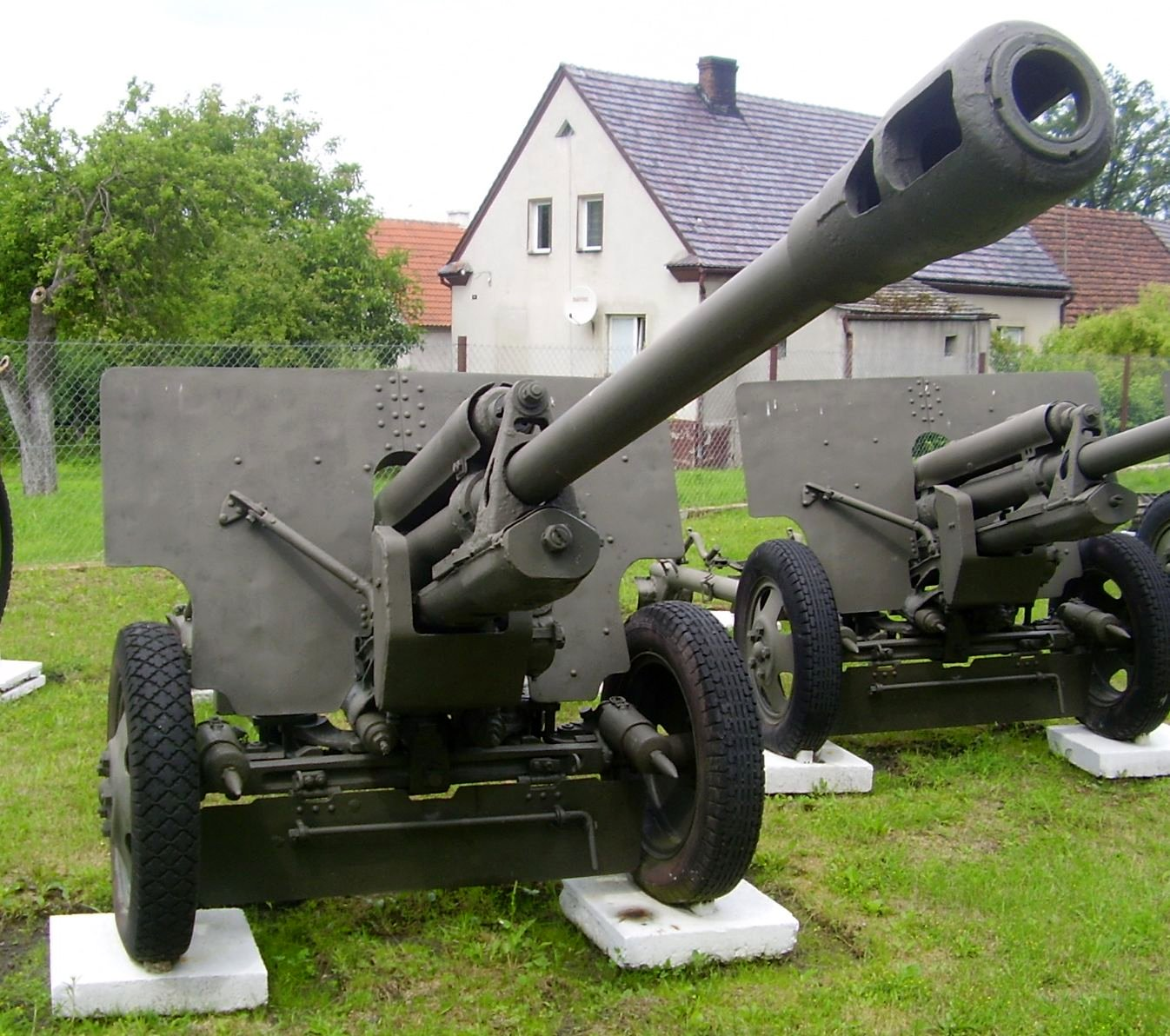
76 mm armata wz. 1942 (ZiS-3)

## Struktura organizacyjna
Dowództwo i sztab
- pluton dowodzenia
- trzy baterie armat przeciwpancernych
  - dwa plutony ogniowe po 2 działony

Razem według etatu 2/79 w 1949: 164 żołnierzy i 12 armat 76 mm ZiS-3